# Neonesthes microcephalus
Neonesthes microcephalus es una especie de pez de la familia Stomiidae en el orden de los Stomiiformes.

## Morfología
Los machos pueden llegar alcanzar los 17,2 cm de longitud total.

## Hábitat
Es un pez de mar y de aguas profundas que vive entre 600-1600m m de profundidad.

## Distribución geográfica
Se encuentra en el  Atlántico oriental, el Atlántico sur (entre 15 ° y 40 ° S) el sur de la India y el Pacífico (incluyendo Hawái).